# Željko Buvač
Željko Buvač, en serbe cyrillique Жељко Бувач né le 13 septembre 1961 à Banja Luka  (Yougoslavie) aujourd'hui en Bosnie-Herzégovine , était un footballeur Yougoslave. Jusqu’en 2018, il fut entraîneur adjoint à Liverpool en Angleterre aux côtés de Jürgen Klopp avec qui il avait exercé depuis des années déjà notamment au FSV Mayence de 2001 à 2008 et au Borussia Dortmund de 2008 à 2015 en Allemagne.

## Collaboration et amitié avec Jürgen Klopp
Jürgen Klopp et Buvac ont joué ensemble à Mayence 05 depuis 1992, puis ils sont devenus tous les deux entraîneurs à Mayence puis à Dortmund et Liverpool, Klopp considère son ami et assistant Zeljko comme le cerveau de leur duo,, lui étant plutôt un entraîneur dans le sens motivation. Le serbe de Bosnie est lui plus introverti.

## Carrière en tant que joueur
- 1985-1986 :  FK Rudar Ljubija
- 1986-1991 :  FK Borac Banja Luka
- 1991-1992 :  FC Rot-Weiss Erfurt
- 1992-1995 :  1. FSV Mayence 05
- 1995-1998 :  SC Neukirchen

## Carrière en tant qu'entraîneur
- 1998-2001 :  SC Neukirchen
- 2001-2008 :  1. FSV Mayence 05 (adjoint)
- 2008- 2015:  Borussia Dortmund (adjoint)
- 2012- 2015:  République serbe de Bosnie (Sélectionneur de l'équipe en même temps que son poste avec Klopp)
- 2015- 2018 :  Liverpool Football Club

## Palmarès

### En club
FK Borac Banja Luka
- Coupe de Yougoslavie de football : 1988

## Anecdote
Lors de sa prise de fonction à la tête de la sélection des Serbes de Bosnie (équipe non sélectionnable en match officiel, comme l'équipe de Bretagne ou de Palestine), Buvac a déclaré vouloir sélectionner Zlatan Ibrahimović, peu après lorsqu'on lui demanda s'il avait contacté Zlatan et quelle était la réponse du Parisien, Buvac répondit que oui il en avait discuté avec Zlatan qu'il n'avait pas refusé l'offre et qu'il ferait selon ses disponibilités.